# Sepulcre del cardenal Rainaldo Brancacci
La tomba del cardenal Rainaldo Brancacci (o Brancaccio) és una obra de Donatello i Michelozzo datada entre 1426-1428 i es conserva a l'església de Sant'Angelo a Nilo, a Nàpols. Aquesta és una de les més importants obres d'art renaixentista a Nàpols. És de marbre, daurada i policromada.

## Història
El treball és un dels realitzats per l'associació dels artistes florentins Michelozzo i Donatello, el taller dels quals va estar actiu des del 1425 fins finals dels anys trenta. El treball va ser encarregat en vida del cardenal Brancacci. Existeix una carta del 5 de juny de 1427 anunciant que l'obra es trobava a una quarta part d'execució. Des de l'any 1426 els dos artistes havien llogat especialment un taller a Pisa, des d'on va ser fàcil enviar les peces del monument pel mar. Com que la ciutat de Pisa era propera a les pedreres de marbre de Carrara, va permetre un considerable estalvi al cost de transport. L'obra acabada va ser lliurada en el seu destí el 1428.
El monument va ser col·locat inicialment al llarg d'una paret de l'església i ara és visible a la dreta de l'altar principal.

## Descripció
Una espècie de llotja escènica es va compondre per allotjar la tomba. Per damunt d'un sòcol se sostenen dues columnes que sobre els seus capitells es forma un arc decorat a l'extradós per dos medallons i unes dobles pilastres acanalades, i a l'altell es troba la cúspide d'estil gòtic, al centre es troba un medalló amb la figura del Redemptor i querubins a tots dos costats en acció de tocar unes trompetes amb clara al·lusió al despertar dels morts.
El sepulcre, es troba a la part baixa d'aquesta construcció arquitectònica, i està recolzat sobre tres cariàtides. Al front del sarcòfag es troben dos escuts d'armes, al costat del relleu en stiacciato de l'Assumpció de la Mare de Déu, sens dubte obra de Donatello. Sobre aquest sarcòfag la imatge jacent del mort, que apareix com adormit, i dos àngels recollint les cortines que pengen de l'arc, acostant-les als capitells de les columnes. Al fons d'aquest es troba un baix relleu de la Mare de Déu amb l'Infant entre dos sants.

## Estil
L'obra va marcar una evolució al model d'una tomba amb baldaquí de desenvolupament vertical com s'havia realitzat a la tomba de l'antipapa Joan XXIII al Baptisteri de Sant Joan (Florència), dissenyat pels mateixos autors entre l'anys 1422-1428. El baldaquí tenia una llarga tradició al gòtic.
Igual que amb el monument de Florència, també aquest cas és difícil establir una frontera entre les contribucions de Donatello i Michelozzo. Alguns reconeixen la mà de Donatello a les cariàtides, i sens dubte al relleu de l'Assumpció. Probablement també és d'ell el retrat de Brancacci